# Itanhandu
Itanhandu is een gemeente in de Braziliaanse deelstaat Minas Gerais. De gemeente telt 15.253 inwoners (schatting 2009).

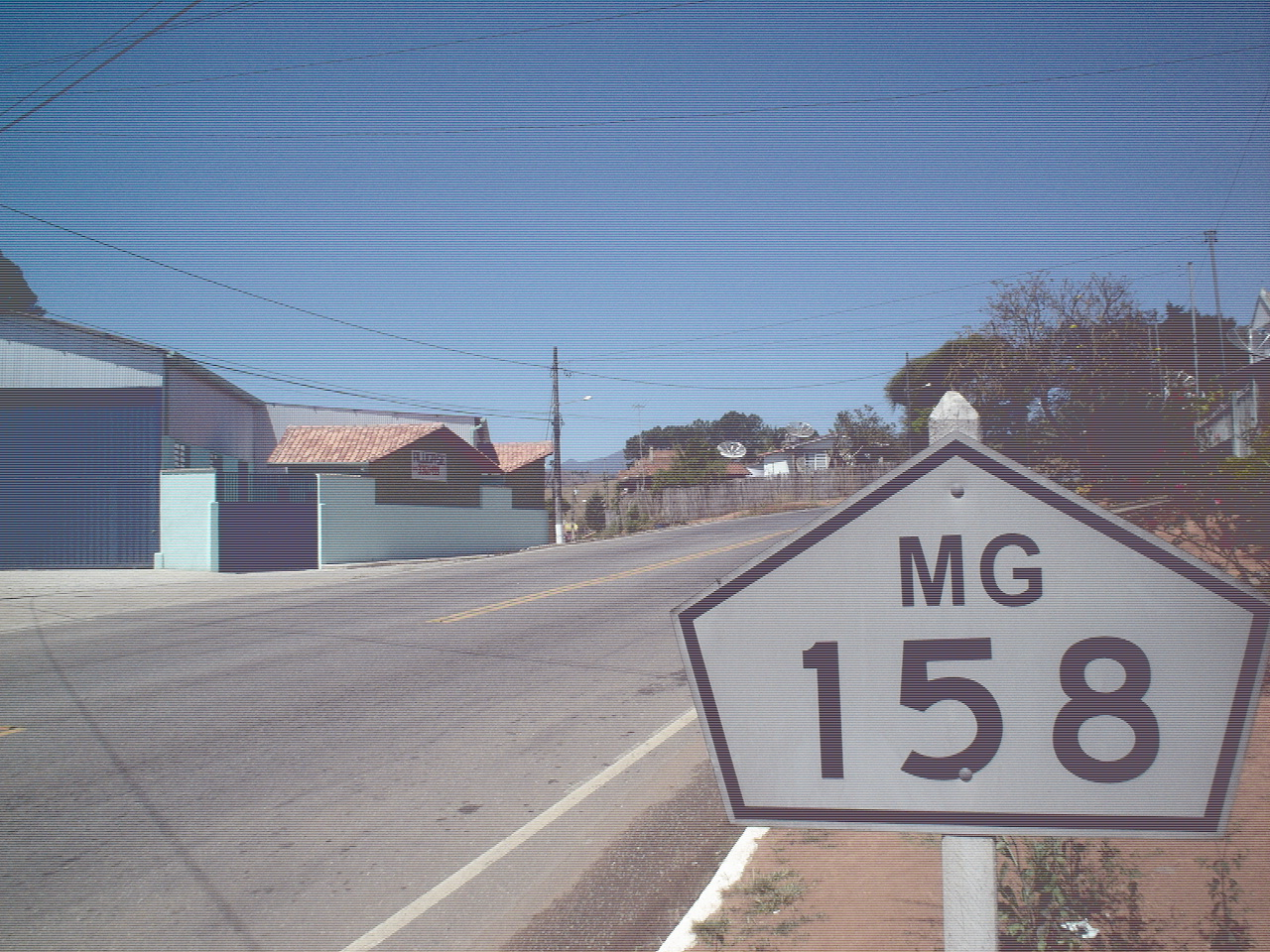
De MG158 door Itanhandu